# Cewi Hendel
Cewi Hendel (hebr.: צבי הנדל, ang.: Zvi Hendel, ur. 16 października 1949 w Siedmiogrodzie) – izraelski agronom i polityk, w latach 1996–2009 poseł do Knesetu, w latach 2003–2004 wiceminister edukacji, kultury i sportu.

## Życiorys
Urodził się 16 października 1949 w Siedmiogrodzie, w Rumunii. W 1959 wyemigrował do Izraela.
Służbę wojskową odbywał w artylerii. Studiów nie ukończył, pracował jako agronom.
W wyborach w 1996 został wybrany posłem z listy Narodowej Partii Religijnej (Mafdalu). W czternastym Knesecie zasiadał w komisjach spraw gospodarczych; budownictwa oraz finansów. 4 marca 1999, wraz z Chananem Poratem opuścił macierzyste ugrupowanie tworząc frakcję Ekunim, która 17 marca zmieniła nazwę na Tekuma. W wyborach w 1999 bezskutecznie ubiegał się o reelekcję z listy, współtworzonej przez Tekumę Unii Narodowej, jednak już 20 listopada wszedł w skład piętnastego Knesetu, zastępując Porata. Przewodniczył komisji absorpcji imigrantów i spraw diaspory, był także członkiem komisji pracy, spraw społecznych i zdrowia; finansów; spraw gospodarczych oraz kontroli państwa. W trakcie kadencji doszło do połączenia frakcji Unii Narodwej z frakcją Nasz Dom Izrael. Z koalicyjnej listy dwóch ugrupowań Hendel zdobył mandat poselski w 2003. 5 marca wszedł w skład, powołanego tydzień wcześniej drugiego rządu Ariela Szarona, jako wiceminister edukacji, kultury i sportu w resorcie kierowanym przez Limor Liwnat. Pozostał na stanowisku do 6 czerwca 2004. W szesnastym Knesecie zasiadał w komisjach budownictwa oraz spraw gospodarczych. Pod koniec kadencji doszło do rozłamu Hendel, Binjamin Elon, Uri Ari’el i Arje Eldad utworzyli frakcję: Unia Narodowa-Moledet-Tekuma, której Hendel został przewodniczącym. Uzyskał reelekcję wyborach w 2006 ze wspólnej listy Unii Narodowej i Mafdalu. W siedemnastym Knesecie zasiadał w komisjach spraw zagranicznych i obrony; ds. zagranicznych pracowników oraz absorpcji imigrantów i spraw diaspory. W trakcie kadencji frakcja zmieniła nazwę na Żydowski Dom – Mafdal i Unia Narodowa, a 23 grudnia 2008 doszło w niej do rozłamu na trzy ugrupowania – Hendel, Uri Ari’el, Elijjahu Gabbaj, Nisan Slomi’anski i Zewulun Orlew utworzyli frakcję Żydowski Dom-Mafdal.
W wyborach w 2009 utracił miejsce w parlamencie.